# Viva Macau
Viva Macau là hãng hàng không thứ hai của Macau, Trung Quốc sau hãng Air Macau. Hãng đang tạm thời ngưng hoạt động sau khi bị chính quyền Ma Cau rút giấy phép do vấn đề xăng dầu. Toàn bộ các chuyến bay của hãng bị hủy.

## Đội bay
- 1 Boeing 767-200ER (B-MAV,của Aeromexico)
- 1 Boeing 767-300 (B-MAW,của PBAir)
- 1 Boeing 767-300ER (B-MAV,của Air Niugini)

## Điểm đến

### châu Á
Đông Á
- Trung Quốc
  - Macau
    - Macau (Sân bay quốc tế Macau) Trụ sở chính
- Nhật Bản
  - Sapporo (Sân bay quốc tế New Chitose)
  - Tokyo (Sân bay quốc tế Narita)

Đông Nam Á
- Indonesia
  - Jakarta (Sân bay quốc tế Soekarno-Hatta)
- Việt Nam
  - Hà Nội (Sân bay quốc tế Nội Bài)
  - Thành phố Hồ Chí Minh (Sân bay quốc tế Tân Sơn Nhất)
  - Hải Phòng (Sân bay quốc tế Cát Bi)

### châu Đại Dương
- Úc
  - Melbourne (Sân bay quốc tế Melbourne)

### Điểm đến trước đây
- Úc - Sydney
- Hàn Quốc - Busan, Muan
- Maldives - Malé
- Nhật Bản - Okinawa
- Thái Lan - Phuket
- Việt Nam - Hải Phòng